# 宁伽勒
“大女主/女王”宁伽勒（Ningal）是苏美尔神话中的芦苇女神，恩基和宁胡尔萨格的女儿，月神南纳的妻子，她生下了太阳神乌图（Utu）和金星神伊南娜，在一些文献中说是伊什库尔（Ishkur）。她的主要崇拜地是乌尔城，并很可能起源于美索不达米亚南部沼泽地区的牧民的膜拜。
对宁伽勒的崇拜从公元前三千纪未传到叙利亚，在那里以早期的苏美尔名称“尼卡勒”（Nikal）出现。乌加里特神系中也有这个名字，并有一个传述她与月神“雅利赫”结圣婚的故事；尼卡勒被认为是夏季丰收之王“哈尔哈比”之女。
下面是”宁伽勒女神“名拼写中所用到的阿卡德楔形文字符号：

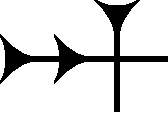
神名前面的限定词，表明后面的名词是一神名，英文译作上标“D”。
楔形文字符“NIN”，中文译为”宁“（代表女王和女祭司）。
楔形文字符“gal”，中文译为”伽勒“（伟大的）符号。

## 参阅文献
1. ↑  《世界神话辞典》，“宁伽勒<苏美尔>”，第155页，辽宁人民出版社，1989年

- 乔丹, 迈克尔. . 凯尔-凯西有限公司. 2002年.